# Albocàsser
Albocàsser – gmina w Hiszpanii, w prowincji Castellón, we wspólnocie autonomicznej Walencja, o powierzchni 82,29 km². W 2011 roku liczyła 1422 mieszkańców.